# 吉松村
吉松村（よしまつむら）は熊本県にあった村。鹿本郡に属した。

## 地理
- 河川：合志川

## 歴史
- 1889年（明治22年）4月1日 - 町村制施行により山本郡豊田村、大井村、今藤村、平井村、船島村、伊知坊村が合併し発足。
- 1896年（明治29年）4月1日 - 山鹿郡と山本郡が統合し鹿本郡となる。
- 1955年1月1日 - 植木町、山本村、田原村、菱形村、桜井村、山東村と合併し植木町となる。

## 学校
- 吉松村立吉松小学校
- 吉松村立吉松中学校